# Smeden Vakula

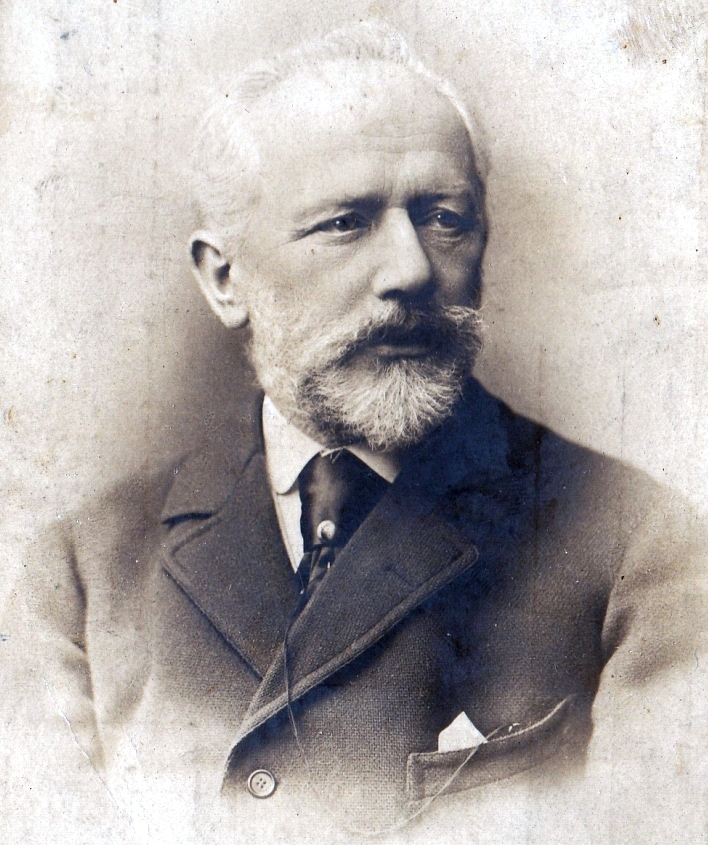
Pjotr Tjajkovskij

Smeden Vakula (ryska: Кузнец Вакула, Kuznets Vakula) är en opera i tre akter med musik av Pjotr Tjajkovskij. Librettot skrevs av Jakov Polonskij och bygger på novellen Kejsarinnans tofflor ur samlingen Ukrainska noveller (1832) av Nikolaj Gogol.

## Historia
Librettot till Smeden Vakula skrevs för Aleksandr Serov, som emellertid dog 1871 innan han blev färdig med musiken. Då utlyste storfurstinnan Elena Pavlovna en tävling om den bästa operan byggd på det efterlämnade librettot. Tjajkovskij tog fel på tidsfristen och trodde att sista datumet var i januari 1875 (i själva verket var det sju månader senare). Då han inte kunde börja komponera förrän i juni 1874 led han av tidsbrist. Men Gogols berättelse fängslade honom så djupt att han inom loppet av sex veckor hade komponerat klart operan, med ytterligare tre veckor för renskrivning och kopiering. När han insåg sitt misstag och förstod att det vinnande bidraget inte skulle kunna sättas upp förrän om ett år ville han ta tillbaka sitt bidrag förvissad om att just hans opera skulle bli positivt särbehandlad av juryn. När detta upptäcktes erhöll han en reprimand. Men inte heller detta kunde tygla honom och trots att alla bidrag lämnades in anonymt arrangerade han så att ouvertyren framfördes och erbjöd sig sedan att spela igenom operan för en av jurymedlemmarna, tonsättarkollegan Nikolaj Rimskij-Korsakov. Trots alla turer blev Tjajkovskij inte diskvalificerad och operan vann första pris. Den hade premiär den 6 december 1876 på Mariinskijteatern i Sankt Petersburg under musikalisk ledning av Eduard Nápravník.
Tjajkovskij gladdes åt sångarnas entusiasm för operan under repetitionerna, men ansåg att publiken inte tyckte om den vid premiären trots att den framfördes 18 gånger under tre säsonger. 1885 reviderade han operan under namnet Tofflorna.

## Personer
- Vakula, smed (tenor)
- Solokha, Vakulas moder, en häxa (mezzosopran)
- En djävul (bas)
- Chub, en gammal kosack (bas)
- Oksana, Chubs dotter (sopran)
- Pan Golova (bas)
- Panas, Chubs kompanjon (tenor)
- Skolläraren (tenor)
- Fursten (bas)
- Hovmästaren (bas)
- En uppassare (tenor)
- En gammal kosack (bas)
- En vattentroll (bas)

## Handling
Änkan Solokha går med på att hjälpa djävulen att stjäla månen. Djävulen är dock förargad på hennes son Vakula som har målat en hånande bild av honom. Djävulen manar fram en snöstorm vilken förhindrar Vakula att träffa sin älskade Oksana. Medan stormen rasar rider Solokha upp i skyn och stjäl månen. Oksana är ensam hemma när Vakula kommer på besök. Hon retar honom och han säger att han älskar henne. Oksanas fader Chub kommer in från snöstormen. Vakula känner inte igen honom och jagar ut honom med slag. Oksana blir arg och kör ut Vakula men inser sedan att hon älskar honom. Tre män och djävulen försöker i tur och ordning förföra Solokha men misslyckas. De kryper ned i varsin säck vilka Vakula kastar iväg. Oksana beordrar Vakula att ge henne tsaritsans tofflor, först då kommer hon att gifta sig med honom. Vakula blir förtvivlad och hotar med att begå självmord.
Djävulen försöker stjäla Vakulas själ men smeden hoppar upp på demonens rygg och tvingar honom att fara till Sankt Petersburg. Djävulen för honom till tsarens palats och försvinner sedan upp i spisen. Vakula smiter med några kosacker som ska uppvakta tsaritsan. Han ber tsaritsan om hennes tofflor och eftersom det är en sådan ovanlig önskan får han som han vill. På julmorgonen sörjer Solokha och Oksana då de tror att Vakula har begått självmord. Vakula återvänder med tofflorna och ber Chuba att förlåta honom för att han slog honom. Han ber även om Oksanas hand. Oksana säger att hon vill ha honom, inte tofflorna.